# Ácido homovainíllico
El ácido homovainíllico (en inglés: homovanillic acid, HVA) o ácido homovanílico es el compuesto químico orgánico de fórmula (HOC6H3 (OCH3) CH2COOH, que tiene como sinónimos:ácido 2-(4-hidroxi-3-metoxi-fenil)acético, ácido 3-metoxi-4-hidroxifenil acético; ácido 4-hidroxi-3-metoxi-benzenoacético; ácido 4-hidroxi-3-metoxifenilacético. Se utiliza como un reactivo para detectar las enzimas oxidativas y se asocian con los niveles de la enzima oxidativa de dopamina en el cerebro. La dopamina se convierte en ácido homovainíllico (HVA).